# 国防部绥靖总队
国防部绥靖总队是1947年至1948隶属于中华民国国防部的特工部队。任务为跟随主力部队做绥靖地方工作，帮助主力部队收集情报、打击小股共军。
四大任務
「綏靖」：施於曾被共軍佔據、又被克復的「收復區」，以及正與共軍對峙中的「交戰區」。細分其中項目，有組訓民眾、清查戶口、撫輯流亡、肅清匪諜等。
「情報」：分戰術與戰略兩個層次，屬於戰術性的，供給當地軍政機關就地運用；具有戰略價值者則報請上級處理。當然，做情報就是為了增強耳目的效用
「行動」：制裁共酋與共幹，一般著重於破壞，尤其是對於交通運輸、軍事設施等。
「突擊」：歼灭共軍小部隊、小据点，以鹵獲文件

## 历史
据劉培初回忆：「鄭介民對我說：『領袖感到剿匪工作的艱難，想起了江西剿匪初期別働總隊的工作，要在國防部成立一個直轄的綏靖總隊。我已向領袖保薦你為總隊長，趕快把人民服務總隊交了，來籌備這個總隊。新挑選的幹部，首先必須嚴格訓練，現在已決定在中央訓練團成立一個勵志訓練班，由我來主持，全部學員則由你率領，訓練完畢後，一律為綏靖總隊隊員。至於一切細節及其進行，你與副廳長張炎元、侯騰兩位同志商量好了。』 
1947年7月20日，在南京孝陵卫“中央训练团励志训练班”开学，蒋介石亲临训话：「本班的名稱宗旨，組訓計畫，是我親自發動決定的，我認為革命縱有一個正確的主義，而缺乏革命精神與技術，便不能和那些反革命作戰。這次訓練是否成功，就是我們黨國存亡絕續的一個關鍵」「戡亂戰爭的失利我不痛心，政治的失敗我還可以承受，黨的渙散我也能忍受，但最使我痛心的莫過於我二十年親手培育的特種組織的頹敗。回想我在黃埔以五百名青年、五百支步槍完成東征、北伐；今天我要以你們這批青年使革命再出發。」 。训练班由鄭介民廳長兼主任，張炎元副廳長兼副主任，班本部設教務、總務各組。下轄一個學員大隊、五個隊，共400余人。遴選自「青年軍」各師，「人民服務總隊」各級幹部，以及「軍官總隊」的中下級軍官。以軍階劃分，從少尉到中校都有，但以中、少尉為多。学员大队长劉培初。一个月结业后组建为“绥靖总队”。大队指挥室下设绥靖组（负责训练壮丁、清查户口、宣传等地方工作）、情报组、突击组（负责配合大部队出征或小股偷袭等任务）、行动、潜伏、爆破、调查组和交通总站等。
1948年12月底，蒋经国安排尚存的绥靖总队第一、第四、第五、第六大队、突击支队从各地调防浙东宁波、溪口，改编为国防部青年救国团第二总队。近4000人。

## 组织架构
- 绥靖总队总队长：刘培初少将（曾任军统训练处长、军统局督察长、第六战区少将高参、第六战区党政分会党政工作总队总队长、湖北省缉私处长、河北省第一行政督察区保安司令）
- 副总队长：徐肇明少将（黄埔五期，曾卧底汪伪副团长）、刘彤轩（黄埔八期）、方步舟少将（黄埔五期）
- 第一大队：北平。大队长陈恭澍上校（黄埔五期，军统第一杀手）[3]，副大队长李玉林上校。1947年9月设立。驻北平鐵獅子胡同警官學校的後進。大隊轄有五個指揮室以及六、七個直屬組，另外還奉准成立了一個突擊隊。由大隊部配發武器輔導編組的地方武裝，則不計算在內。五個指揮室分佈在「北寧線」、「津浦線」、「平漢線」、「平古線」和「平綏線」的静海县、唐山、密云等地，每处10余人。[4]直屬組的數目前前後後變動太大，有北平附近的「北郊組」，天津市區的「情報組」，歸綏市的「直屬組」，平綏線上的「懷來組」，平漢線上的「保定組」，北寧線上的「榆關組」等等。此外還有單獨工作的「直屬員」。另有一個頗具戰鬥力的「突擊隊」，約兩百餘人，曾在津浦線靜海至青縣一帶游動。
- 第二大队：驻沈阳。大队长陈振山少将，副大队长杨予上校
- 第三大队：驻济南。大队长刘仁华中将/王德新少将。
- 第四大队：驻郑州。大队长郭重新/杨正之
- 第五大队：驻太原。大队长靳易夫（黄埔五期，曾负责军统太原、归绥情报网）
- 第六大队：驻武汉。1948年初成立。大队长方步舟少将(兼）。 副大队长刘裕绥（刘培初之弟，最高人民法院第七批特赦释放人员）、陈营世。下设四个指挥室，分别由萧琪、朱国宾、刘少阳、徐自然（徐昌运）指挥。1948年7月方步舟与江汉解放区天汉沔县委书记陈秀山取得联系，江汉三地委城工部安派其起义投共。1948年12月底，蒋经国安派部队调防浙东宁波、溪口。1949年春节从武汉抵达宁波，驻城区、火车南站、轮船码头。借机把部队集结在西郊城外的望春桥。4月23俄日第六大队与突击支队、直属一中队1400余人起义，撤入鄞西山区的水井底、石岭村一带。中共四明工委城工部长兼鄞慈县委书记钱铭岐派人与该部取得联系。四明工委书记陈布衣、宣传部长薛驹到乌岩村会面并授予“光明部队”番号。后编入解放军第二十二军第64师第191团。[5]
- 第七大队：驻合肥。1948年初成立。大队长管慎之少将。
- 直属突击支队：队长郭晖日
- 直属第一中队：队长杨俊
- 直属第二中队